# 사오양시
사오양(소양, 중국어: 邵阳, 병음: Shàoyáng)은 중화인민공화국 후난성의 지급시이다.
사오양은 2500년의 역사를 가지고 있고 후난 성의 중요한 상업과 교통의 중심지이다. 하나의 도시권과 교외의 8개의 현이 있고 인구는 700만이 넘는다.
사오양은 후난 성의 주요 삼림 보존 지역 중 하나이다. 42.7%가 숲으로 덮여있어 후난 성에서 가장 넓다. 난산 목장은 면적이 9.3km2로 중국 남부에서 가장 큰 매일 목장이자 후난 성의 육류 생산지이다.
샹어의 일종인 사오양 화가 이곳에서 사용된다.

## 지리
후난 성의 중서부에 위치하고 화이화 시, 뤄디 시, 헝양 시, 융저우 시, 광시 좡족 자치구와 접한다. 시내 주요 하천으로 쯔 강이 있다.

## 기후
| 사오양시의 기후                                               | 사오양시의 기후 | 사오양시의 기후 | 사오양시의 기후 | 사오양시의 기후 | 사오양시의 기후 | 사오양시의 기후 | 사오양시의 기후 | 사오양시의 기후 | 사오양시의 기후 | 사오양시의 기후 | 사오양시의 기후 | 사오양시의 기후 | 사오양시의 기후 |
| 월                                                            | 1월             | 2월             | 3월             | 4월             | 5월             | 6월             | 7월             | 8월             | 9월             | 10월            | 11월            | 12월            | 연간            |
| ------------------------------------------------------------- | --------------- | --------------- | --------------- | --------------- | --------------- | --------------- | --------------- | --------------- | --------------- | --------------- | --------------- | --------------- | --------------- |
| 역대 최고 기온 °C (°F)                                        | 24.3 (75.7)     | 28.9 (84.0)     | 35.9 (96.6)     | 34.5 (94.1)     | 36.2 (97.2)     | 37.4 (99.3)     | 39.5 (103.1)    | 38.6 (101.5)    | 37.1 (98.8)     | 35.3 (95.5)     | 33.0 (91.4)     | 24.6 (76.3)     | 39.5 (103.1)    |
| 일평균 최고 기온 °C (°F)                                      | 9.0 (48.2)      | 11.7 (53.1)     | 16.0 (60.8)     | 22.4 (72.3)     | 26.7 (80.1)     | 29.6 (85.3)     | 32.8 (91.0)     | 32.5 (90.5)     | 28.8 (83.8)     | 23.3 (73.9)     | 17.8 (64.0)     | 11.7 (53.1)     | 21.9 (71.3)     |
| 일일 평균 기온 °C (°F)                                        | 5.6 (42.1)      | 7.9 (46.2)      | 11.8 (53.2)     | 17.7 (63.9)     | 22.2 (72.0)     | 25.5 (77.9)     | 28.2 (82.8)     | 27.6 (81.7)     | 24.0 (75.2)     | 18.7 (65.7)     | 13.2 (55.8)     | 7.7 (45.9)      | 17.5 (63.5)     |
| 일평균 최저 기온 °C (°F)                                      | 3.1 (37.6)      | 5.2 (41.4)      | 8.8 (47.8)      | 14.3 (57.7)     | 18.7 (65.7)     | 22.4 (72.3)     | 24.6 (76.3)     | 24.1 (75.4)     | 20.6 (69.1)     | 15.3 (59.5)     | 9.8 (49.6)      | 4.7 (40.5)      | 14.3 (57.7)     |
| 역대 최저 기온 °C (°F)                                        | −10.5 (13.1)    | −6.0 (21.2)     | −0.6 (30.9)     | 2.2 (36.0)      | 9.6 (49.3)      | 14.1 (57.4)     | 18.1 (64.6)     | 18.5 (65.3)     | 12.2 (54.0)     | 3.2 (37.8)      | −1.6 (29.1)     | −6.9 (19.6)     | −10.5 (13.1)    |
| 평균 강수량 mm (인치)                                         | 67.7 (2.67)     | 70.7 (2.78)     | 132.7 (5.22)    | 136.2 (5.36)    | 181.9 (7.16)    | 203.8 (8.02)    | 147.4 (5.80)    | 124.1 (4.89)    | 63.3 (2.49)     | 68.2 (2.69)     | 70.2 (2.76)     | 51.7 (2.04)     | 1,317.9 (51.88) |
| 평균 강수일수 (≥ 0.1 mm)                                      | 14.5            | 14.1            | 17.9            | 16.3            | 15.9            | 14.8            | 11.0            | 11.8            | 8.2             | 10.1            | 10.9            | 11.0            | 156.5           |
| 평균 강설일수                                                 | 4.9             | 3.2             | 0.6             | 0               | 0               | 0               | 0               | 0               | 0               | 0               | 0               | 1.5             | 10.2            |
| 평균 상대 습도 (%)                                            | 78              | 79              | 80              | 79              | 79              | 82              | 76              | 76              | 75              | 75              | 76              | 74              | 77              |
| 평균 월간 일조시간                                            | 60.4            | 61.3            | 79.7            | 111.4           | 135.8           | 139.5           | 224.5           | 204.8           | 149.2           | 124.5           | 114.8           | 93.4            | 1,499.3         |
| 가능 일조율                                                   | 18              | 19              | 21              | 29              | 32              | 34              | 53              | 51              | 41              | 35              | 36              | 29              | 33              |
| 출처: 중국기상국 (평년값: 1991년~2020년, 극값: 1981년~2010년) |                 |                 |                 |                 |                 |                 |                 |                 |                 |                 |                 |                 |                 |

## 역사
사오양에 처음으로 행정구역이 설정된 것은 한나라 초기의 소릉현(昭陵县)이다. 266년, 오나라는 영릉군 북부를 새롭게 소릉군(昭陵郡)으로 개편했고, 280년, 서진에 의해 소릉군(邵陵郡)으로 개칭되었다.
당나라 때 군을 대신해 새롭게 주제가 시행되면서 소주(邵州)가 설치되었고 송대에는 연호인 보경을 채택해 1225년(보경 원년)에 보경부(宝慶府)로 개칭되어 이후 민국까지 그 명칭이 계속되었다.
1926년, 바오칭 현(宝慶县)이 사오양 현으로 개칭되었고 중화인민공화국 성립 후인 1950년에 사오양 행정전공서(邵陽行政専公署) 관할의 현급시로서 사오양 시로 승격, 1977년에 성할시가 되었으며, 1980년에 지급시에 개편되어 현재에 이르고 있다.

## 행정 구역

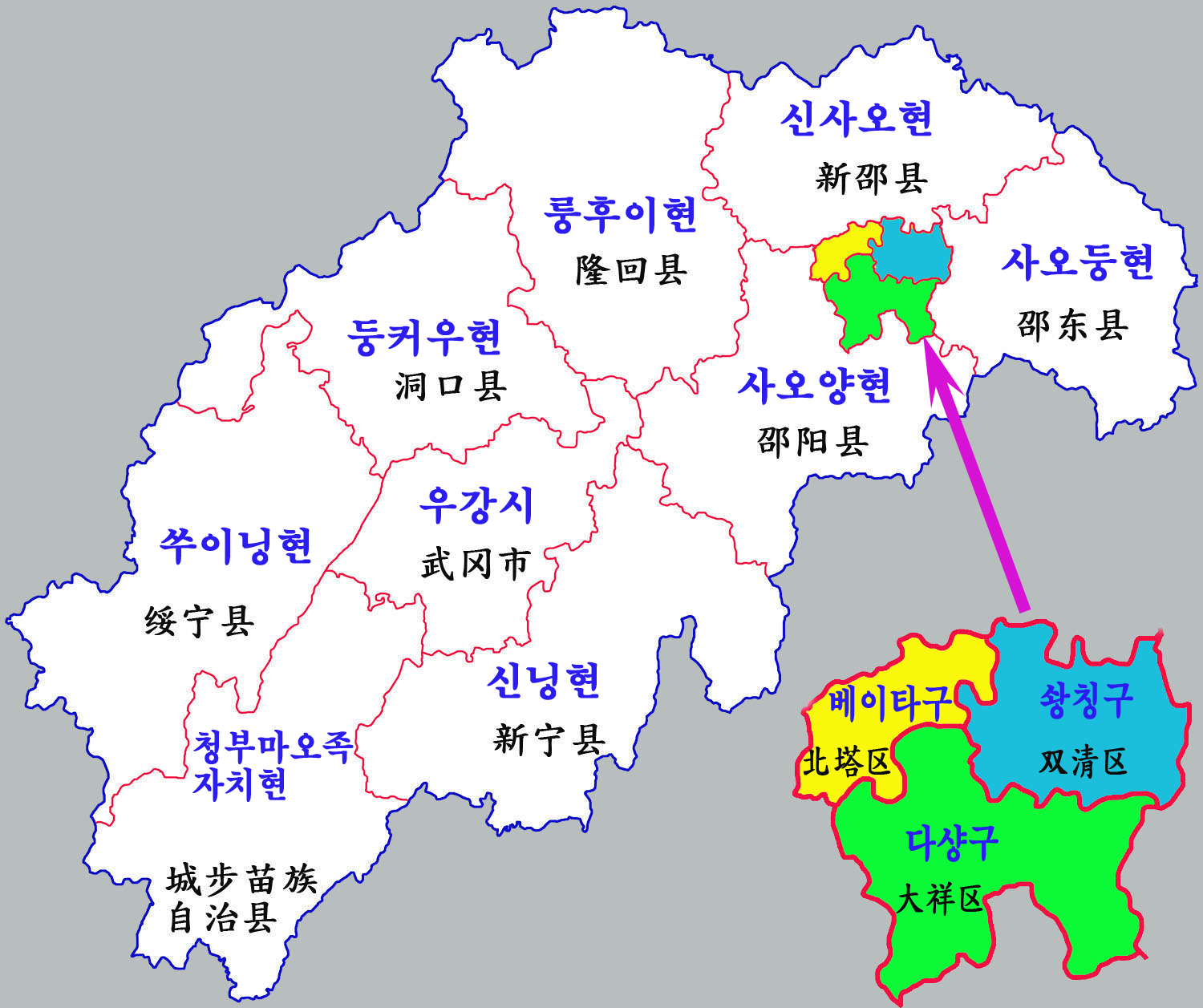
사오양시 현급구역

3개의 시할구, 1개의 현급시, 8개의 현(1개의 자치현 포함)을 관할한다.
시할구
- 솽칭 구(双清区)
- 다샹 구(大祥区)
- 베이타 구(北塔区)

현급시
- 우강 시(武冈市)

현
- 사오둥 현(邵东县)
- 사오양 현(邵阳县)
- 신사오 현(新邵县)
- 룽후이 현(隆回县)
- 둥커우 현(洞口县)
- 쑤이닝 현(绥宁县)
- 신닝 현(新宁县)

자치현
- 청부 먀오족 자치현(城步苗族自治县)

## 출신 인물
- 위원 (1794년) - 소양현 출신